# Nintendo Network Service Database
Nintendo Network Service Database (NSD), anteriormente conhecida como Wii no Ma, foi uma empresa japonesa. Originalmente criada pela Nintendo para fornecer entretenimento digital como um serviço para usuários do Wii, a empresa foi depois renomeada.
Até sua liquidação, a Nintendo Network Service Database lidava com todas as operações envolvendo o Nintendo Network, incluindo programação e manutenção de servidores dos projetos internos da Nintendo em sua divisão Nintendo Network Business & Development e de diversas outras infraestruturas externas de software online. A empresa também cooperava com desenvolvedoras de terceiros no desenvolvimento de infraestruturas online compatíveis com consoles da Nintendo e com a Nintendo Network.

## História

### Wii no Ma
Wii no Ma (Wiiの間) era um canal de serviço de vídeo sob demanda administrado pela Nintendo em cooperação com a Dentsu para produzir programas e anúncios. Wii no Ma era visível por aqueles com um Wii e acesso à internet e contava com conteúdos orientados para a família, como animações, quizzes para exercício mental, culinária, programas educacionais, e outros programas produzidor exclusivamente para a Nintendo. A transmissão começou no Japão em 1 de maio de 2009. Em 2010, várias marcas foram registradas com o nome.
A interface do canal foi construída com base em uma sala de estar virtual, onde até oito Miis poderiam ser registrados e interagirem entre si. A sala de estar virtual continha uma TV que levava o espectador à lista de vídeos. Miis de celebridades "concierges" ocasionalmente apresentavam programações especiais. O diretor executivo da Fuji Television disse que, se os planos de tornar o Wii a peça principal da sala de estar se tornassem um sucesso, seria o pesadelo dos produtores de televisão.
Uma aplicação DSiWare chamada Dokodemo Wii no Ma (どこでもWiiの間) podia ser baixada gratuitamente por usuários japoneses do Nintendo DSi, e permitia que eles baixassem programas do Wii no Ma do Wii em seu DSi, e então os assistissem. Ela também permitia que usuários baixassem cupons no DSi, que poderiam ser escaneados de uma tela em uma loja.

### Mudança de nome em 2012
A Nintendo encerrou as operações do canal Wii no Ma em 30 de abril de 2012, mudando o nome da empresa para Nintendo Network Service Database. Em 2018, a Nintendo Network Services Database foi liquidada.